# Softball na letních olympijských hrách
Softball byl do olympijského programu uveden na Letních olympijských hrách 1996. Olympijským sportem byl trvale v letech 1996–2008 a naposledy byl jako doplňkový zařazen na program LOH 2020 v Tokiu. Softball byl na olympijských hrách výhradně ženským sportem, muži hráli baseball.
Dne 11. července 2005 odhlasoval Mezinárodní olympijský výbor vypustit baseball a softball z programu Letních olympijských her 2012. Toto rozhodnutí bylo znovu potvrzeno dne 9. února 2006. V srpnu 2009 bylo na zasedání Mezinárodního olympijského výboru v Berlíně oficiálně rozhodnuto, že softball nebude součástí Letních olympijských her 2016.
V srpnu 2016 schválil Mezinárodní olympijský výbor znovupřijetí softballu mezi olympijské sporty, což se však týkalo pouze LOH 2020 v Tokiu.

## Seznam medailistů
| Rok      | Zlato                          | Stříbro                        | Bronz             |
| -------- | ------------------------------ | ------------------------------ | ----------------- |
| LOH 1996 | · Spojené státy americké (USA) | · Čína (CHN)                   | · Austrálie (AUS) |
| LOH 2000 | · Spojené státy americké (USA) | · Japonsko (JPN)               | · Austrálie (AUS) |
| LOH 2004 | · Spojené státy americké (USA) | · Austrálie (AUS)              | · Japonsko (JPN)  |
| LOH 2008 | · Japonsko (JPN)               | · Spojené státy americké (USA) | · Austrálie (AUS) |
| LOH 2020 | · Japonsko (JPN)               | · Spojené státy americké (USA) | · Kanada (CAN)    |

## Počty medailí podle států
| Pořadí | Země          | Zlato | Stříbro | Bronz | Celkem |
| ------ | ------------- | ----- | ------- | ----- | ------ |
| 1      | Spojené státy | 3     | 2       | -     | 5      |
| 2      | Japonsko      | 2     | 1       | 1     | 4      |
| 3      | Austrálie     | -     | 1       | 3     | 4      |
| 4      | Čína          | -     | 1       | -     | 1      |
| 5      | Kanada        | -     | -       | 1     | 1      |
| Celkem | Celkem        | 5     | 5       | 5     | 15     |